# Wołochiw Jar
Wołochiw Jar (ukr. Волохів Яр) – wieś na Ukrainie, w obwodzie charkowskim, w rejonie iziumskim. W 2001 liczyła 1473 mieszkańców, spośród których 1360 posługiwało się językiem ukraińskim, 91 rosyjskim, 19 białoruskim, a 3 innym.